# بريتورنزفيلينغ
بريتورنزفيلينغ (بالإنجليزية: Breithornzwillinge)‏ هو أحد جبال سلسلة جبال الألب بينيني وجزء من القمة الأم بريثورن الشرقي يقع في كانتون فاليز، سويسرا. يبلغ ارتفاع الجبل حوالي 4106 متر، بينما يبلغ ارتفاع نتوء الجبل 51 متر.